# Francesco II Crispo
Francesco II Crispo (... – 1463) fu il sedicesimo duca del Ducato di Nasso nel 1463.

## Biografia
Alla morte di Guglielmo II, avendo solo una figlia legittima, il ducato andò a Francesco II in accordo con le autorità veneziane e secondo la legge salica del ducato.
Tuttavia, Francesco era molto malato e morì nel viaggio verso la Grecia. Gli successe il figlio minorenne Giacomo III Crispo.